# 沃爾納特克里克鎮區 (密蘇里州梅肯縣)
沃爾納特克里克鎮區（英語：Walnut Creek Township）是位於美國密蘇里州梅肯縣的一個行政鎮區。

## 地方資料
沃爾納特克里克鎮區的面積為93.27平方千米，當中陸地面積為91.81平方千米，而水域面積為1.46平方千米。根據2020年美國人口普查的數據，當地共有人口135人，而人口密度為每平方千米1.45人。